# Love Is All You Need
Ne doit pas être confondu avec All You Need Is Love.
Pour plus de détails, voir Fiche technique et Distribution.
Love Is All You Need (Den skaldede frisør) est une comédie romantique danoise, suédoise, italienne, française et allemande de 2012 réalisée par Susanne Bier, sortie le 21 novembre 2012 en Belgique et le 19 décembre 2012 en France.

## Synopsis
Ida, coiffeuse danoise, est en fin de traitement d'un cancer dont on espère la guérison. Philip, lui, est un homme d'affaires qui a réussi. Anglais installé au Danemark, il se rend en Italie (Sorrente, en Campanie) où son fils Patrick va épouser Astrid, la fille d'Ida. La rencontre de ces deux personnalités très différentes va révéler des natures plus subtiles que prévu.

## Fiche technique
- Titre français : Love Is All You Need
- Titre original : Den skaldede frisør
- Réalisation : Susanne Bier
- Scénario : Anders Thomas Jensen et Susanne Bier
- Direction artistique : Tamara Marini
- Décors : Signe Sejlund
- Costumes : Signe Sejlund
- Directeur de la photographie : Morten Søborg
- Montage : Pernille Bech Christensen
- Musique : Johan Söderqvist
- Production : Sisse Graum Jørgensen et Vibeke Windeløv
  - Coproduction : Lionello Cerri, Peter Nadermann, Charlotte Pedersen, Cesare Petrillo, Vieri Razzini, Marianne Slot, Sigrid Strohmann et Meinolf Zurhorst
  - Production exécutive : Karen Bentzon, Elin Lennartsson et Riccardo Pintus
  - Production déléguée : Peter Garde et Peter Aalbæk Jensen
- Société de production : Zentropa
- Société de distribution : Les Films du Losange
- Pays d'origine :  Danemark,  Suède,  Italie,  France,  Allemagne
- Langue originale : Danois, anglais, italien
- Genre : Comédie romantique
- Durée : 116 minutes
- Dates de sortie : 
  - Danemark : 6 septembre 2012
  - Suède : 16 novembre 2012
  - Belgique : 21 novembre 2012
  - Allemagne : 22 novembre 2012
  - France : 19 décembre 2012
  - Italie, Espagne : 21 décembre 2012

## Distribution
- Trine Dyrholm (V. F. : Jeanne Savary) : Ida
- Pierce Brosnan (V. F. : Thibault de Montalembert) : Philip
- Kim Bodnia : Leif, le mari d'Ida
- Molly Blixt Egelind : Astrid, la fille d'Ida et de Leif
- Sebastian Jessen : Patrick, le fils de Philip
- Paprika Steen (V. F. : Carole Franck) : Benedikte, la belle-sœur danoise de Philip
- Christiane Schaumburg-Müller : Thilde, la jeune maîtresse de Leif
- Micky Skeel Hansen : Kenneth, le fils d'Ida et de Leif
- Bodil Jørgensen : Vibe, la collègue coiffeuse d'Ida
- Ciro Petrone : Alessandro, l'ami italien de Patrick
- Frederikke Thomassen : Alexandra, la fille de Benedikte
- Philip Zanden : le médecin
- Stina Ekblad : la doctoresse
- Line Kruse : Bitten
- Marco D'Amore : Marco, un ami d'Alessandro
- Rikke Louise Andersson

Source et légende : Version française (V. F.) sur le site d’AlterEgo (la société de doublage)

## Distinctions

### Récompenses et distinctions
- Prix du cinéma européen 2013 : meilleure comédie européenne

### Nominations
- Prix du cinéma européen 2013 : People’s Choice Award

## Autour du film
- Le titre original « Den skaldede frisør » signifie, en danois, « la coiffeuse chauve ».
- Trine Dyrholm tenait déjà un rôle majeur dans le film précédent de Susanne Bier, Revenge (2010), ainsi que dans Festen (1998) de Thomas Vinterberg.